# Grandeur et décadence de la ville de Mahagonny
Ne doit pas être confondu avec Mahagonny Songspiel.
Aufstieg und Fall der Stadt Mahagonny (« Grandeur et décadence de la ville de Mahagonny ») est un spectacle musical de Bertolt Brecht et Kurt Weill, qui est devenu un opéra en trois actes. Il a été créé le 9 mars 1930 à Leipzig. La création a donné lieu à une confrontation violente entre les progressistes et les conservateurs proches des milieux nationaux-socialistes, qui ont demandé l'interdiction de l'œuvre dans les jours qui ont suivi.

## Livret
Mahagonny Songspiel, créé en 1927 à Baden-Baden, est né de la collaboration entre Bertolt Brecht et Kurt Weill. Le spectacle de six chansons (dont le Alabama Song) durait 25 minutes. Ils le reprennent et le développent trois ans plus tard, en 1930, sous le titre Grandeur et décadence de la ville de Mahagonny ; cet opéra est, dès sa création, interdit en Allemagne.
Il raconte la naissance, l'apogée et la chute de Mahagonny, une ville imaginaire fondée par trois criminels en Amérique. C'est une ville piège destinée à récolter l'argent des chercheurs d'or de la région. Prostituées, alcool et amusement attirent les chercheurs fatigués qui viennent dépenser leur or. Un jour, un bûcheron de l'Alaska découvre qu'il y manque quelque chose. Il veut supprimer le panneau "Défense de…" par "c'est ton droit". Cette devise fait de la ville un lieu de débauche. Lorsque ce bûcheron se retrouve sans le sou, la justice, incarnée par les criminels fondateurs de la ville, le condamne à la chaise électrique. La ville va sombrer dans le chaos.
Brecht ne nie pas le plaisir du spectateur, mais Mahagonny est avant tout un opéra innovant où le centre de gravité traditionnel est déplacé. Les procédés du théâtre épique sont ici appliqués à l'opéra et de la même façon la musique s'allie au texte pour prendre position. Brecht remet en cause les formes traditionnelles de l'opéra classique. Avec Mahagonny, il affirme la nécessité de la fonction idéologique de l'opéra, qui ouvre à la discussion et à une remise en cause sociale. Cette pièce, qui est une gigantesque métaphore du capitalisme, montre comment celui-ci s'est facilement imposé et comment il peut s'autodétruire.

## Personnages
- Léocadia Begbick - mezzo soprano
- Fatty, le « Fondé de Pouvoir » - ténor
- Moïse la Trinité - baryton
- Jenny Hill - soprano
- Jim Mahoney - ténor
- Jack O’Brien - ténor
- Bill, « Billy Tiroir-Caisse » - baryton
- Joe « le Loup d’Alaska » - basse
- Tobby Higgins - ténor
- Six Filles de Mahagonny, chœur
- Les Hommes de Mahagonny, chœur

## Alabama Song
La chanson Alabama Song est le passage le plus connu de l'opéra, bien qu'elle soit parfois attribuée, à tort, à L'Opéra de quat'sous.
Dans le contexte de l'opéra, elle exprime la complainte d'un groupe de prostituées (la partition en requiert sept: Jenny et six Mädchen) qui errent dans le désert à la recherche d'une ville sans prohibition qu'elles ne trouveront jamais.
Au-delà de l'opéra, cette chanson doit sa popularité aux versions réalisées par les Doors en 1967 et par David Bowie à la fin des années 1970. Anna Prucnal (1972) en a créé une version qui a assuré sa popularité en France. En 1995, c'est Marianne Faithfull qui reprend également ce morceau sur son album 20th Century Blues. Toutefois, les uns et les autres se sont permis de modifier légèrement les paroles en fonction de leur sensibilité. Ainsi Bowie chante-t-il « Show me the way » (« montre-moi ») plutôt que « Show us the way ». Les Doors en revanche chantent « Show me the way to the next little girl » (« montre-moi où se trouve la petite fille la plus proche ») là où le livret original donne « Show us the way to the next pretty boy »  (le joli garçon). Pretty boy désignait sans doute à l'origine un billet de banque (sous la prohibition), ce que recherchent les prostituées dans l'opéra.
Les paroles originales ont été attribuées à Brecht, qui les avait probablement écrites en allemand, mais le texte de l’opéra est en anglais et cette traduction serait d’Elisabeth Hauptmann.

## Reprises
- Le 7 novembre 1966 : « Grandeur et décadence de la ville de Mahagonny » de Bertolt Brecht au TNP de Paris avec Pia Colombo dans une mise en scène de Georges Wilson. Puis au Théâtre de la Cité de Villeurbanne qui deviendra le TNP en 1972, mise en scène Roger Planchon.
- Octobre 2010 : Teatro Real de Madrid, mise en scène Alex Ollé et Carlos Padrissa, direction orchestre et chœurs Pablo Heras-Casado. Avec Measha Brueggergosman, Jane Henschel, Donald Kaassch.
- Juillet 2019 : Festival d'Aix-en-Provence, mise en scène de Ivo Van Hove, direction musicale de Esa-Peka Salonen, avec Karita Mattila, Annette Dasch, Nicolas Schukoff.

## Discographie
- Aufstieg und Fall der Stadt Mahagonny - Gisela Litz (Leokadja Begbick) ; Peter Markwort (Fatty) ; Horst Günter (Dreieinigkeitsmoses/Trinity Moses) ; Lotte Lenya (Jenny Hill) ; Heinz Sauerbaum (Jim Mahoney) ; Fritz Göllnitz (Jakob Schmidt, Toby Higgins) ; Georg Mund (Bill) ; Sigmund Roth (Joe) ; Richard Munch (récitant) ; dir. Wilhelm Brückner-Rüggeberg (1956, Sony) (OCLC 1040286115)
- Aufstieg und Fall der Stadt Mahagonny - Anny Schlemm (Leocadia Begbick) ; Thomas Lehrberger, Klaus Hirte (Dreieinigkeitsmoses/Trinity Moses), Anja Silja, Wolfgang Neumann (Jim Mahoney) ; Frederic Mayer (Toby Higgins), Paul Wolfrum, Hans Franzen ; Orchestre de la radio de Cologne, dir. Jan Lathan-Köning (1985, Capriccio) (OCLC 884427823 et 907201257)